# کتاب‌شناسی ابراهیم حاتمی‌کیا
کتاب‌شناسی ابراهیم حاتمی‌کیا فهرستی از کتاب‌هایی است که توسط ابراهیم حاتمی‌کیا (زادهٔ ۱۳۴۰) کارگردان و فیلم‌نامه‌نویس سینمای ایران یا دربارهٔ او و آثارش منتشر شده‌است. تاکنون ۱۶ کتاب توسط حاتمی‌کیا به چاپ رسیده‌است که ۱۵ عنوان فیلم‌نامه بوده و یک عنوان نیز مراحل نگارش یکی از فیلم‌نامه‌هایش را شرح داده‌است. در این ۱۵ عنوان کتاب، در مجموع، ۱۸ فیلم‌نامه گنجانده شده که ۱۷ تای آنها تبدیل به فیلم‌های بلند و کوتاه شده‌اند. همزمان با اکران آژانس شیشه‌ای (۱۳۷۶) در جشنواره بین‌المللی فیلم فجر، نخستین کتاب تحلیلی دربارهٔ حاتمی‌کیا نیز منتشر شد.
آن دسته از فیلم‌نامه‌های حاتمی‌کیا را که تا سال ۱۳۸۰ تبدیل به فیلم شده بودند، انتشارات فرهنگ کاوش در این سال به صورت یک‌جا به چاپ رساند. از میان آن کتاب‌ها، کتاب‌های از کرخه تا راین، خاکستر سبز، بوی پیراهن یوسف، برج مینو و آژانس شیشه‌ای پیش‌تر توسط کانون فرهنگی، علمی و هنری ایثارگران نیز منتشر شده بودند. هدف حاتمی‌کیا از چاپ فیلم‌نامه‌‌هایش این بود که تفاوت فیلم‌نامهٔ اصلی با نسخهٔ نهایی فیلم برای علاقه‌مندان سینما و فیلم‌نامه‌نویسی مشخص شود. در این بین، کتاب موج مردهٔ حاتمی‌کیا: از فکر تا فیلم‌نامه با محتوایی خاص به نگارش درآمد. این کتاب که شامل مراحل مختلف گسترش ایده و تغییر فیلم‌نامهٔ موج مرده (۱۳۷۹) است، با هدف نزدیک کردن مخاطب به فرایند شکل‌گیری فیلم‌نامه و دغدغه‌های مؤلف برای به ثمر رساندن ایده‌هایش منتشر شده بود.
نخستین تک‌نگاشت پیرامون آثار ابراهیم حاتمی‌کیا، نخستین تک‌نگاشت از یک فیلم سینمایی ایرانی نیز بود. سعید عقیقی در کتاب آژانس شیشه‌ای که در سال ۱۳۷۷ به چاپ رسید، برای نخستین بار به تحلیل همه‌جانبهٔ فیلم آژانس شیشه‌ای پرداخته‌است. او ضمن تأکید بر مؤلفه‌ها، نشانه‌ها و روند تمهیدات سینمایی در آثار حاتمی‌کیا، رابطهٔ آژانس شیشه‌ای را با فیلم‌های پیشین او و دیگر جریان‌های سینمایی، با ذکر نمونه‌های شاخص بررسی کرده‌است. از دیگر کتاب‌های شاخص در معرفی و نقد حاتمی‌کیا، کتاب ابراهیم حاتمی‌کیا، فیلم‌ساز مؤلف نوشتهٔ محمدرضا روحانی است که به بررسی شیوه و سبک خاص حاتمی‌کیا در فیلم‌هایش پرداخته‌است. سیر تحول در اندیشهٔ حاتمی‌کیا، نقش اسطوره و انعکاس وقایع سیاسی و اجتماعی در آثار او از جمله مباحث کتاب هستند. وی در خلال مباحث کتاب، نشانه‌های مستدل و دقیقی از تأثیر تفکر دینی و مذهبی در کارهای حاتمی‌کیا را به همراه مصداق‌های مناسبی نیز طرح کرده‌است.
کتاب هنری بادیگارد شامل ۵۶۲ عکس، کانسپت و استوری‌برد از فیلم بادیگارد (۱۳۹۴) است که در سال ۱۳۹۵ به چاپ رسید. در این كتاب که نخستین کتاب هنری از یک فیلم سینمایی ایرانی است، صحنه‌های حادثه‌ایِ فیلم مورد بررسی و بازبینی دقیق و تصویری قرار گرفته و نحوهٔ ساخت این صحنه‌ها شرح داده شده‌اند. شرح تمامی جزئیات ساخت فیلم از مراحل اولیهٔ تحقیق و نگارش فیلم‌نامه تا پایان مراحل فنی فیلم نیز از دیگر بخش‌های این کتاب است.

## آثار
| — | نشان‌دهندهٔ موجود نبودن اطلاعات |

| عنوان                                          | سال  | ناشر                                | شناساگر                | یادداشت              | منبع   |
| ---------------------------------------------- | ---- | ----------------------------------- | ---------------------- | -------------------- | ------ |
| فرمان موج: فیلم‌نامه                            | ۱۳۶۷ | امیرکبیر                            | —                      |                      | [ ۸ ]  |
| از کرخه تا راین:فیلم‌نامهٔ کامل، گفت‌وگوها، نقدها | ۱۳۷۲ | کانون فرهنگی، علمی و هنری ایثارگران | —                      |                      | [ ۹ ]  |
| خاکستر سبز: فیلم‌نامه                           | ۱۳۷۳ | کانون فرهنگی، علمی و هنری ایثارگران | —                      |                      | [ ۱۰ ] |
| بوی پیراهن یوسف: فیلم‌نامه                      | ۱۳۷۴ | کانون فرهنگی، علمی و هنری ایثارگران | —                      |                      | [ ۱۱ ] |
| برج مینو: فیلم‌نامه                             | ۱۳۷۵ | کانون فرهنگی، علمی و هنری ایثارگران | —                      |                      | [ ۱۲ ] |
| آژانس شیشه‌ای: فیلم‌نامه                         | ۱۳۷۶ | کانون فرهنگی، علمی و هنری ایثارگران | شابک ‎۹۶۴-۶۵۲۹-۰۳-۸     |                      | [ ۱۳ ] |
| موج مردهٔ حاتمی‌کیا: از فکر تا فیلم‌نامه          | ۱۳۷۹ | فرهنگ کاوش                          | شابک ‎۹۶۴-۶۵۳۰-۴۴-۳     | به کوشش سعید عقیقی   | [ ۱۴ ] |
| دیده‌بان: فیلم‌نامه                              | ۱۳۸۰ | فرهنگ کاوش                          | شابک ‎۹۶۴-۶۵۳۰-۵۸-۳     |                      | [ ۱۵ ] |
| طوق سرخ، تربت، صراط: فیلم‌نامه‌های کوتاه         | ۱۳۸۰ | فرهنگ کاوش                          | شابک ‎۹۶۴-۶۵۳۰-۵۹-۱     |                      | [ ۱۶ ] |
| هویت: فیلم‌نامه                                 | ۱۳۸۰ | فرهنگ کاوش                          | شابک ‎۹۶۴-۶۵۳۰-۶۰-۵     |                      | [ ۱۷ ] |
| مهاجر: فیلم‌نامه                                | ۱۳۸۰ | فرهنگ کاوش                          | شابک ‎۹۶۴-۶۵۳۰-۶۱-۳     |                      | [ ۱۸ ] |
| وصل نیکان: فیلم‌نامه                            | ۱۳۸۰ | فرهنگ کاوش                          | شابک ‎۹۶۴-۶۵۳۰-۶۲-۱     |                      | [ ۱۹ ] |
| روبان قرمز: فیلم‌نامه                           | ۱۳۸۰ | فرهنگ کاوش                          | شابک ‎۹۶۴-۶۵۳۰-۶۶-۴     |                      | [ ۲۰ ] |
| موج مرده: فیلم‌نامه                             | ۱۳۸۰ | فرهنگ کاوش                          | شابک ‎۹۶۴-۶۵۳۰-۶۷-۲     |                      | [ ۲۱ ] |
| ارتفاع پست: فیلم‌نامه                           | ۱۳۸۰ | فرهنگ کاوش                          | شابک ‎۹۶۴-۶۵۳۰-۷۰-۲     |                      | [ ۲۲ ] |
| دربارهٔ به نام پدر                              | ۱۳۸۹ | توفیق آفرین                         | شابک ‎۹۷۸-۹۶۴-۷۱۳۷-۶۷-۶ | به کوشش نیما حسنی‌نسب | [ ۲۳ ] |

## دربارهٔ آثار

### کتاب‌های تحلیلی
| عنوان                                                                                       | سال  | پدیدآور             | ناشر                                | شناساگر                | یادداشت                        | منبع   |
| ------------------------------------------------------------------------------------------- | ---- | ------------------- | ----------------------------------- | ---------------------- | ------------------------------ | ------ |
| مجموعه مقالات در معرفی و تحلیل آثار ابراهیم حاتمی‌کیا                                        | ۱۳۷۶ | حسین معززی‌نیا       | کانون فرهنگی، علمی و هنری ایثارگران | شابک ‎۹۶۴-۶۵۲۹-۰۴-۶     |                                | [ ۲۴ ] |
| آژانس شیشه‌ای                                                                                | ۱۳۷۷ | سعید عقیقی          | قطره                                | شابک ‎۹۶۴-۳۴۱-۰۲۰-X     | از مجموعهٔ نقد سینمای ایران     | [ ۲۵ ] |
| ابراهیم حاتمی‌کیا، فیلم‌ساز مؤلف                                                              | ۱۳۷۷ | محمدرضا روحانی      | تکاپو                               | شابک ‎۹۶۴-۶۶۳۴-۰۸-۷     |                                | [ ۲۶ ] |
| دانشنامه سینمایی ابراهیم حاتمی‌کیا: مروری بر زندگی و آثار ابراهیم حاتمی‌کیا                   | ۱۳۹۰ | لیلی کریمان         | توفیق آفرین                         | شابک ‎۹۷۸-۹۶۴-۷۱۳۷-۷۱-۳ |                                | [ ۲۷ ] |
| بررسی مردم‌شناختی سینمای جنگ در ایران با تکیه بر آثار ابراهیم حاتمی‌کیا                       | ۱۳۹۰ | طلعت حسامی          | خانه تاریخ و تصویر ابریشمی          | شابک ‎۹۷۸-۶۰۰-۵۶۹۶-۵۷-۸ |                                | [ ۲۸ ] |
| زن در سینمای حاتمی‌کیا                                                                       | ۱۳۹۶ | معصومه اسماعیلی     | اتاق آبی                            | شابک ‎۹۷۸-۶۰۰-۵۵۹۰-۲۹-۶ |                                | [ ۲۹ ] |
| درآمدی جامعه‌شناسانه بر سینمای جنگ                                                           | ۱۳۹۶ | سید مهدی اعتمادی‌فرد | سوره مهر                            | شابک ‎۹۷۸-۶۰۰-۰۳-۱۷۷۹-۹ |                                | [ ۳۰ ] |
| دیده‌بان: تحلیلی از سینمای ابراهیم حاتمی‌کیا                                                  | ۱۳۹۸ | شهاب اسفندیاری      | کانون فرهنگی خانه هنرمندان ایران    | شابک ‎۹۷۸-۶۰۰-۹۷۵۳-۹۸-۷ | ترجمهٔ مسعود اوحدی و احمد عبیات | [ ۳۱ ] |
| سینما و جامعه: بررسی تطبیقی بازنمایی ارزش‌های اجتماعی در آثار ابراهیم حاتمی‌کیا و اصغر فرهادی | ۱۳۹۸ | عاصمه قاسمی         | اندیشه احسان                        | شابک ‎۹۷۸-۶۲۲-۶۷۱۹-۰۴-۹ |                                | [ ۳۲ ] |
| کارگردان‌های سینمای دفاع مقدس: ابراهیم حاتمی‌کیا                                              | ۱۳۹۹ | مهدی غلام‌حیدری      | هنر دفاع                            | شابک ‎۹۷۸-۶۲۲-۶۰۴۹-۵۳-۵ | جلد نخست از مجموعهٔ سه‌جلدی      | [ ۳۳ ] |
| دگردیسی گفتمان در سینمای دفاع مقدس                                                          | ۱۳۹۹ | رضا قلی‌پور شهابی    | نگاره‌پرداز صبا                      | شابک ‎۹۷۸-۶۰۰-۵۱۲۵-۳۵-۱ |                                | [ ۳۴ ] |
| پیچاپیچ: بررسی سیر سینمای سیاسی ایران پس از انقلاب اسلامی در آثار ابراهیم حاتمی‌کیا          | ۱۳۹۹ | محسن جلیلوند        | کمینه                               | شابک ‎۹۷۸-۶۰۰-۹۴۹۴-۵۳-۸ |                                | [ ۳۵ ] |

### کتاب‌های هنری
| عنوان    | سال  | پدیدآور          | ناشر              | شناساگر                | یادداشت | منبع   |
| -------- | ---- | ---------------- | ----------------- | ---------------------- | ------- | ------ |
| بادیگارد | ۱۳۹۵ | اسماعیل حاتمی‌کیا | اوج کودک و نوجوان | شابک ‎۹۷۸-۶۰۰-۹۶۲۲۱-۶-۰ |         | [ ۳۶ ] |

## پی‌نوشت‌ها